# Enrique Salcedo Molinuevo
Enrique Salcedo Molinuevo (Salamanca, 15 de juliol de 1871 - Ferrol, 9 de novembre de 1936) va ser un militar espanyol afusellat al novembre de 1936 per negar-se a secundar la revolta militar que va donar origen a la Guerra Civil espanyola.

## Biografia
Enrique Salcedo Molinuevo va néixer a Salamanca, de pare espanyol i mare filipina. Als 17 anys va ingressar en l'Acadèmia d'Infanteria i, després de graduar-se, va participar en campanyes a Cuba i més tard al Marroc, obtenint la medalla militar individual. El 12 de gener de 1917 el tinent coronel Enrique Salcedo va ser nomenat Cap del Grup de Forces Regulars Indígenes "Larraix" Nº 4 substituint Federico Berenguer Fuster. El 12 de juny de 1919 el substitueix Manuel González Carrasco.
Es va casar amb una jove gallega, Amalia Portela. En 1928, durant la dictadura de Primo de Rivera va aconseguir la graduació de general de divisió. Al moment de proclamar-se la República era governador militar de Tarragona.
Durant el període republicà, Salcedo va seguir en actiu. Malgrat la seva amistat amb el general Sanjurjo, no va participar en el seu frustrat intent de cop d'Estat a l'agost de 1932. Poc abans de les eleccions de febrer de 1936 va ser nomenat general cap de la VIII Divisió Orgànica, amb seu a La Corunya, pel ministre de la Guerra, el també militar Nicolás Molero Lobo. Després d'accedir al poder el Front Popular, va ser confirmat pel nou ministre, Carlos Masquelet Lacaci.
Salcedo estava al corrent de la conspiració que va culminar en la revolta de juliol de 1936. No obstant això, en produir-se aquesta, Salcedo es va mantenir lleial a la legalitat. Segons l'historiador Carlos Fernández Santander en el seu ànim pesaven la fallida experiència de la sanjurjada i el fet que, amb 65 anys, amb prou feines li quedava un pel retir. El dia 19 de juliol (la revolta a Galícia no es va produir fins al 20) el diputat d'Unió Republicana, José Miñones Bernárdez, es va entrevistar amb ell. El diputat li va insistir en el perill que la seva participació en la revolta suposaria per a la seva carrera, al que Salcedo va respondre que faria el que indiqués Sanjurjo. No obstant això, no va poder rebre cap indicació del seu amic, ja que aquest va morir aquest mateix dia a Lisboa en accident d'avió quan es disposava a posar-se al capdavant de la revolta. Salcedo sí que havia rebut, en la nit del 18 de juliol, un telegrama de Queipo de Llano comminant-li a que s'unís a la revolta i després una trucada telefònica, el mateix dia 19, del general Mola. Salcedo i el general Caridad Pita, cap de la 15a. Brigada d'Infanteria amb seu a La Corunya, li havien assegurat al governador civil, Francisco Pérez Carballo, la seva fidelitat a la República.
El dia 20 a les cinc de la matinada, Salcedo es va reunir en la Capitania General amb el general Caridad Pita, qui li va advertir que el coronel Pablo Martín Alonso, al comandament del Regiment d'Infanteria de Zamora número 54, i el tinent coronel Montel, secundats pel cap d'Estat Major provisional de Capitania, el tinent coronel Tovar, pretenien revoltar-se.
Durant el matí, Salcedo va destituir Tovar. No obstant això, els revoltats el van reduir al seu despatx en Capitania i el van comminar a que s'unís a la revolta, cosa que Salcedo va rebutjar. Salcedo va ser detingut i poc després traslladat a Ferrol, juntament amb el general Caridad Pita, en el buc correu Plus ultra, convertit en presó militar. Allí, van ser internats en el Castell de San Felipe. Allí, tots dos van ser encausats per un consell de guerra (24 d'octubre de 1936), i acusats de traïció, van ser condemnats a mort i afusellats el 9 de novembre al castell de San Felipe.